# Kanal Palachva
Kanal Palachva (ryska: Канал Палахва) är en kanal i Belarus.   Den ligger i voblasten Brests voblast, i den västra delen av landet, 300 km sydväst om huvudstaden Minsk.
Omgivningarna runt Kanal Palachva är en mosaik av jordbruksmark och naturlig växtlighet. Runt Kanal Palachva är det ganska glesbefolkat, med 38 invånare per kvadratkilometer.